# ABC (język programowania)
ABC – imperatywny język programowania ogólnego przeznaczenia oraz środowisko programistyczne stworzone w holenderskim CWI przez Leo Guertsa, Lamberta Meertensa oraz Stevena Pembertona. Jest to język interaktywny, strukturalny, wysokopoziomowy. Został zaprojektowany dla zastąpienia języków takich jak: BASIC, Pascal czy AWK. Nie jest przeznaczony do tworzenia oprogramowania systemowego, ale nauczania i prototypowania.
Założenia leżące u podstaw języka ABC miały wielki wpływ na język Python – twórca Pythona, Guido van Rossum, pracował nad ABC we wczesnych latach '80 XX wieku.

## Cechy języka
Projektanci języka ABC twierdzą, iż pisane w nim programy są bardziej czytelne oraz 4 razy mniejsze w rozmiarze od ich odpowiedników w C czy też Pascalu.
Kluczowe cechy języka to:
- Tylko pięć typów prostych
- Nie wymaga deklaracji zmiennych
- Jawne wsparcie programowania zstępującego
- Zagnieżdżanie warunków jest realizowane przez formatowanie kodu, według off-side rule
- Duże liczby całkowite, listy oraz łańcuchy znaków o nieskończonej długości

## Przykład
Przykładowa funkcja mająca na celu zebranie wszystkich słów (words) z dokumentu:
```
   HOW TO RETURN words document:
   PUT {} IN collection
   FOR line IN document:
      FOR word IN split line:
         IF word not.in collection:
            INSERT word IN collection:
```

```
   RETURN collection
```

## Odniesienia
Artykuł wzorowany na pierwowzorze z Free On-line Dictionary of Computing